# Sötét lakkostapló
A sötét lakkostapló (Ganoderma carnosum) a pecsétviaszgombafélék családjába tartozó, Eurázsiában honos, lombos fák elhalt vagy meggyengült törzsén élő, nem ehető gombafaj. 

## Megjelenése
A sötét lakkostapló termőteste 5-25 cm széles, max. 7 cm vastag, legyező vagy ovális alakú, az aljzathoz vaskos, 1-10 cm-es tönkkel kapcsolódik. Felszíne sima, igen fényes (bár néha barna spórapor borítja), egyenetlen. Széle hullámos lehet. Színe sötét vörösbarna, idősen lilásfekete; növekedésben lévő széle fehéres-sárgás.
Alsó termőrétege pórusos szerkezetű, színe fehéres, idősen (vagy sérülésre) okkerbarnás. A kerek vagy szögletes pórusok kicsik (3-4/mm).
A tönkrész gyakran a termőtest széléből nő ki, felszíne ahhoz hasonló, fényes, sötét gesztenyebarna vagy lilásfeketés színű. 
Húsa szívós, parafaszerű. Színe eleinte fehéres vagy krémszínű, idősen barna. Szaga és íze nem jellegzetes.
Spórapora rozsdabarna. Spórája ovális vagy csepp alakú, a vékony végén csapott lehet, felszíne szemölcsös, mérete 10-13 x 7-8 µm.

### Hasonló fajok
A pecsétviaszgomba világosabb színű, inkább lombos fákon nő és spórái kisebbek. 

## Elterjedése és termőhelye
Eurázsiában honos. 
Elsősorban fenyők, ritkábban lombos fák meggyengült vagy elhalt törzsének alsó részén található meg, azok anyagában fehérkorhadást okoz. A termőtest évelő, egész évben látható. 

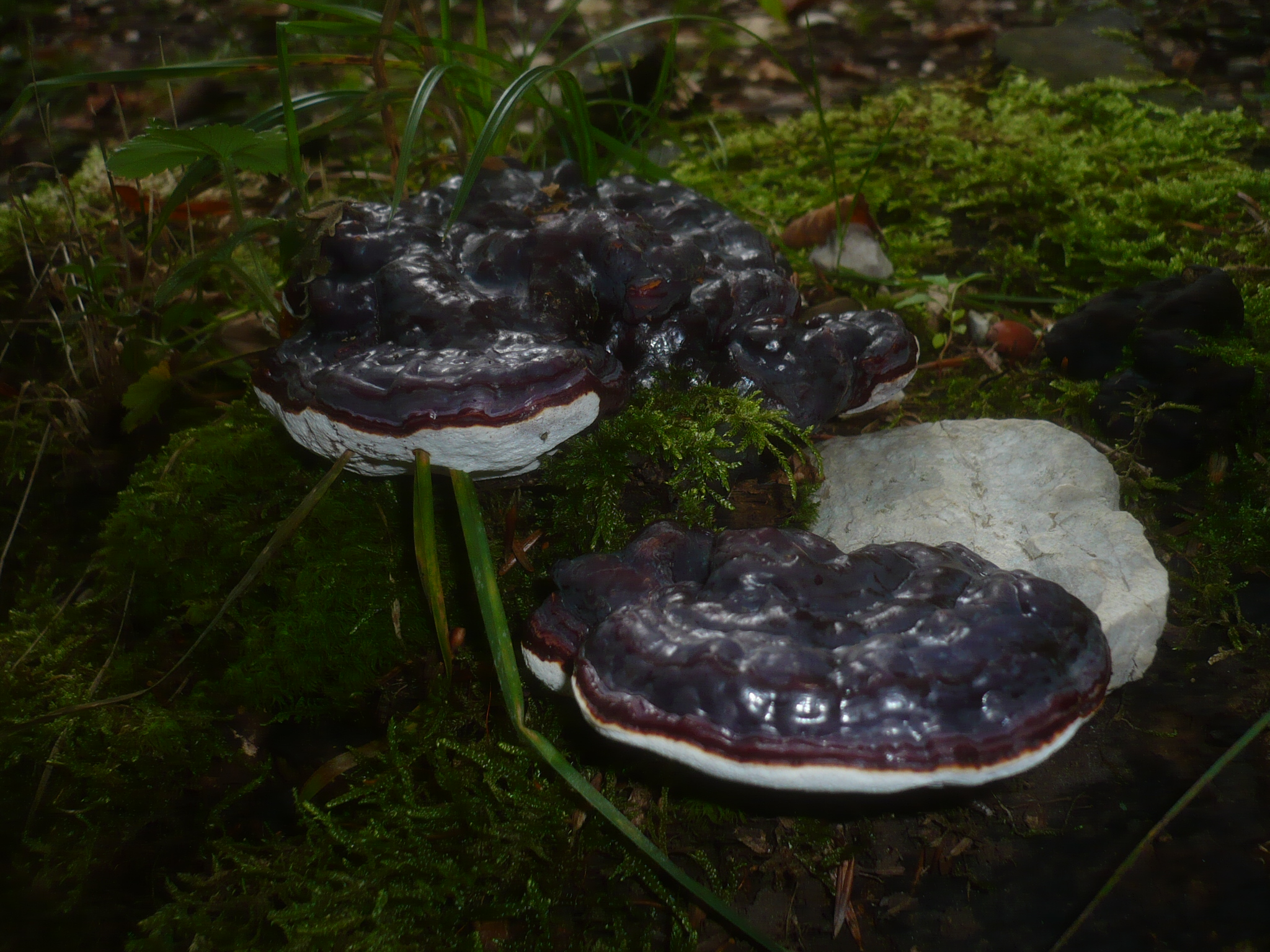
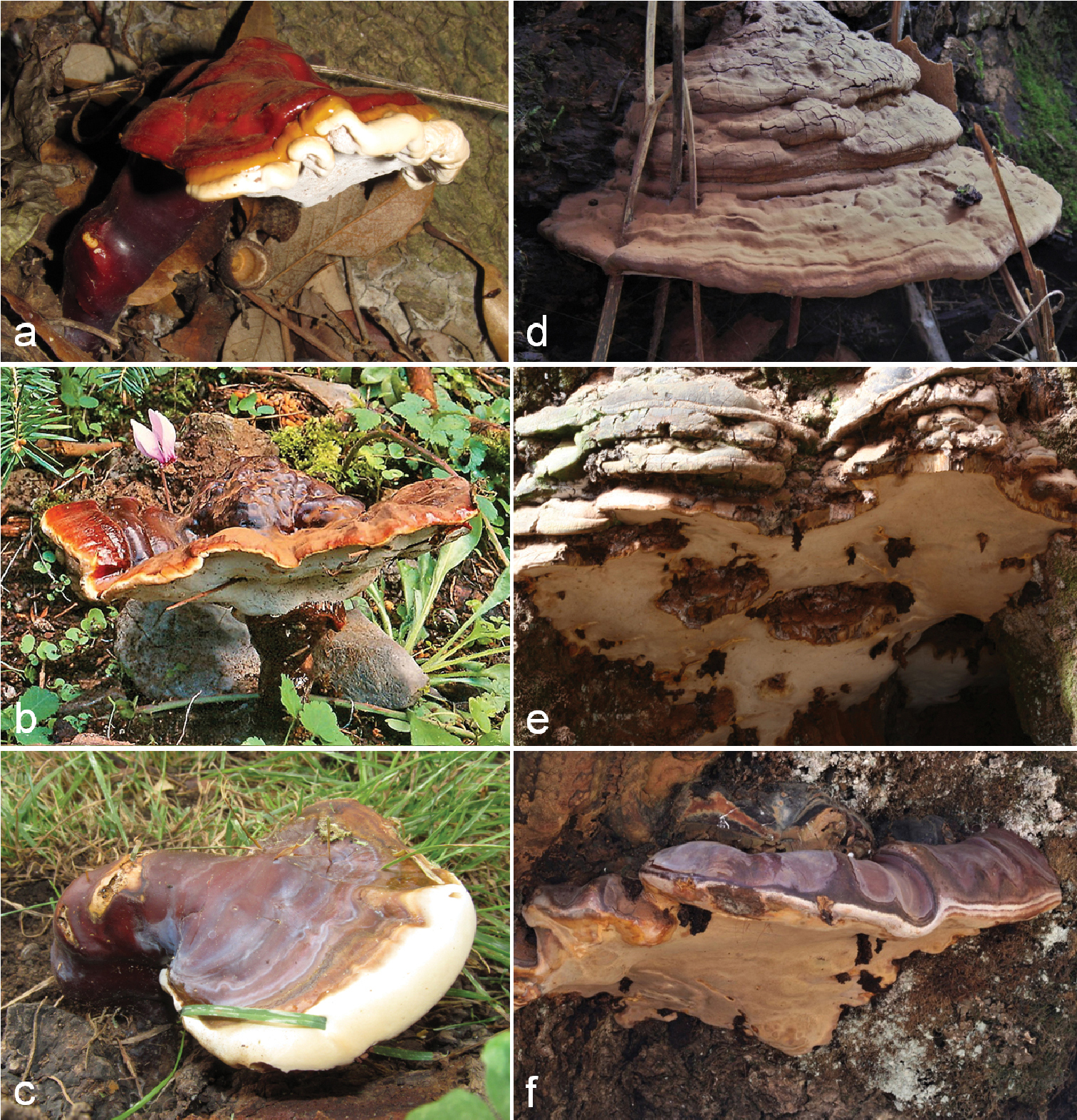
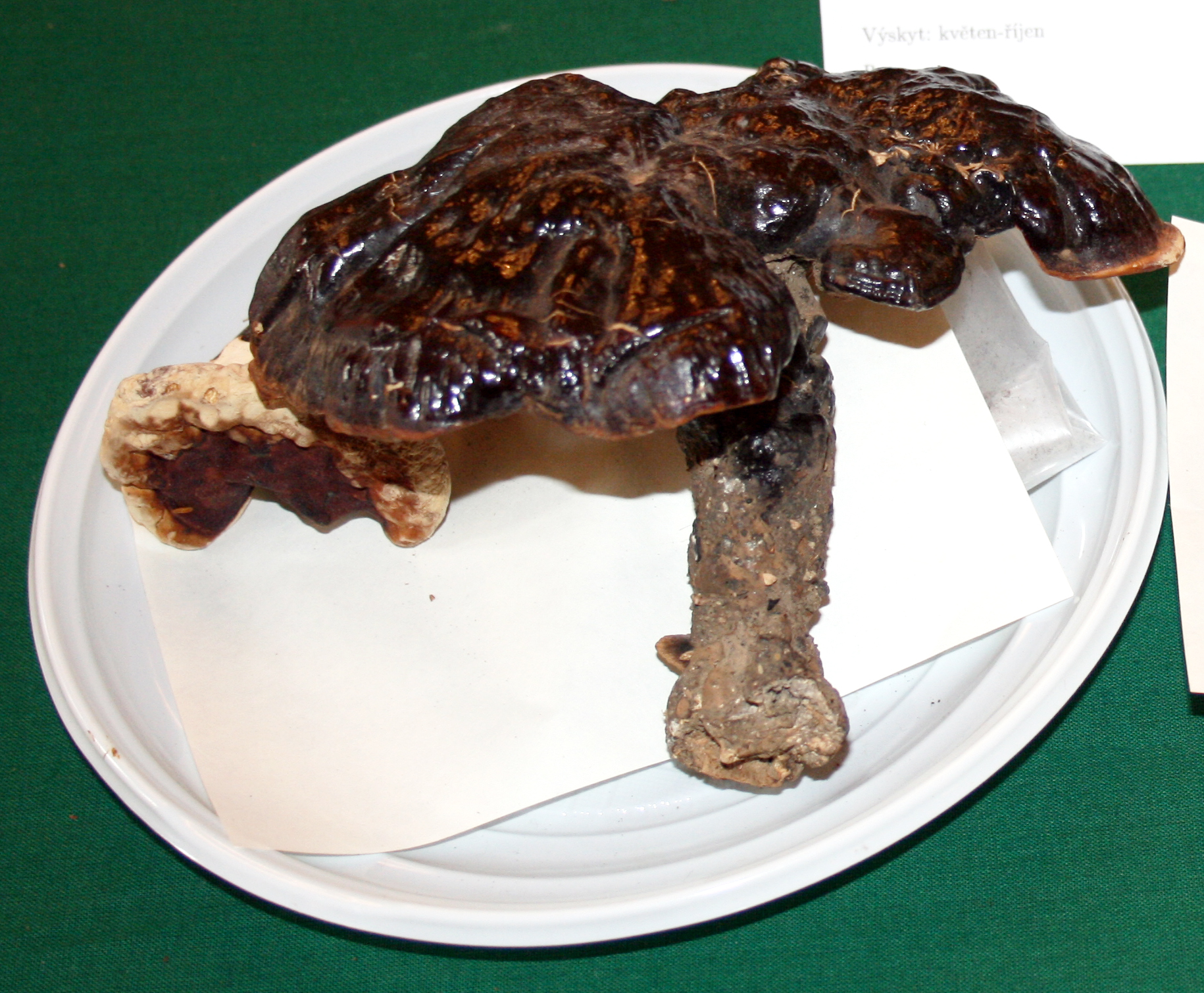
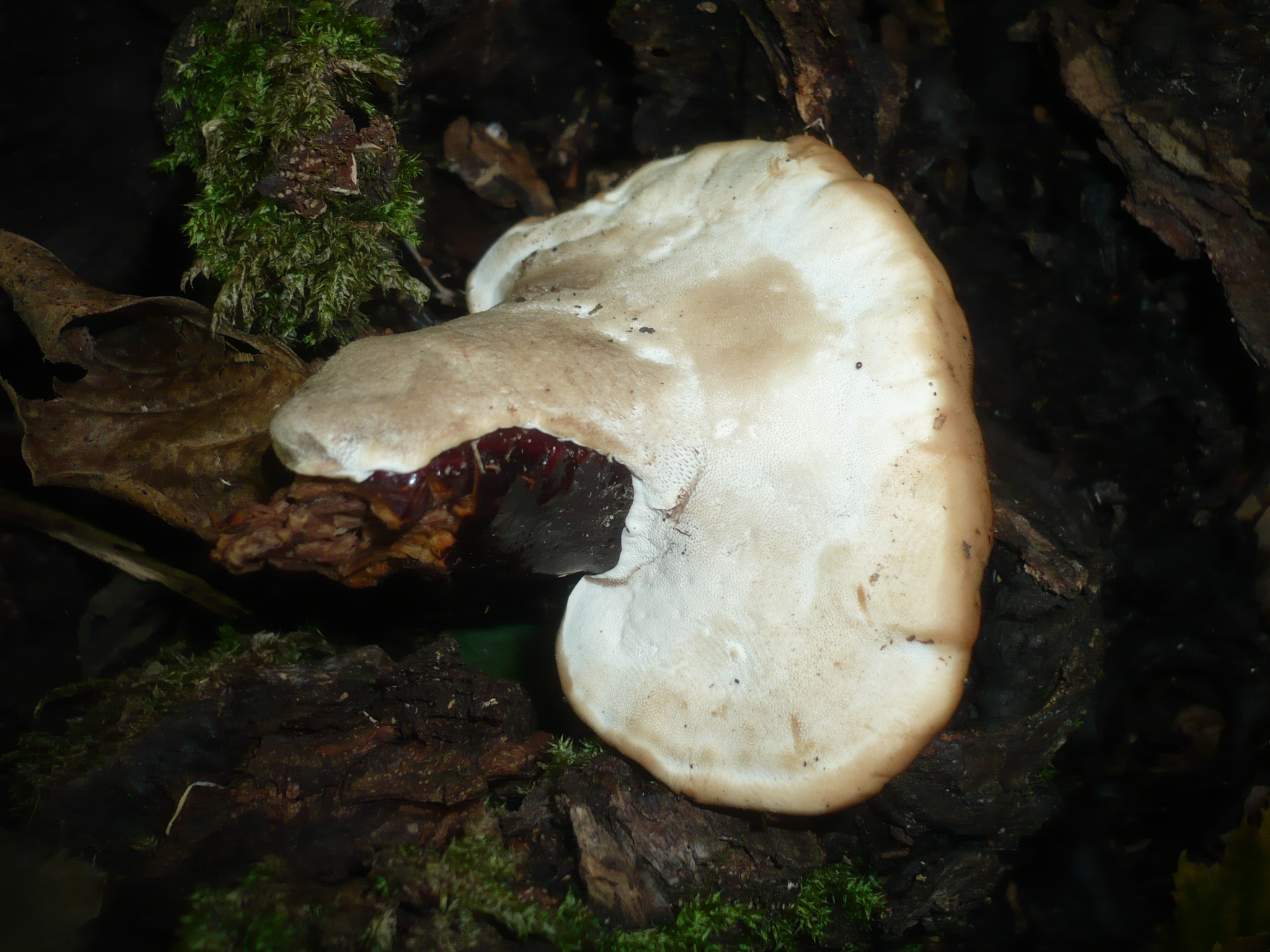

Nem ehető. 